# Municipio Lobatera
El Municipio Lobatera es uno de los uno de los 29 municipios que conforman el Estado Táchira de la Región Andina en Venezuela. Tiene una superficie de 252 km² y según estimaciones del INE su población para 2023 era de 11 158 habitantes. Se encuentra a una altitud media de 757 m s. n. m. Su capital es la población de Lobatera, y está formado por dos Parroquias; Lobatera y Constitución (Borotá)

## Historia
Los habitantes originarios del territorio que hoy conforma el municipio Lobatera fueron los lobatera, etnia de probable filiación caribe, cuyo nombre dio origen a la denominación actual del municipio. Se estima que esta población indígena se estableció en la región entre los años 1000 a. C. y 1000 d. C. 
En 1558, los conquistadores españoles, bajo el mando del capitán Juan Rodríguez Suárez, ingresaron al territorio. Posteriormente, en 1561, los indígenas lobatera ofrecieron una férrea resistencia a la expedición del capitán Juan Maldonado, fundador de la ciudad de San Cristóbal, actual capital del estado Táchira.
El territorio fue erigido como viceparroquia eclesiástica en 1750, y en junio de 1773 fue elevado a parroquia civil y eclesiástica. En 1811 alcanzó el rango de cantón (municipalidad), y en 1835 se consolidó su autonomía municipal respecto a la villa de San Cristóbal, de la cual había dependido hasta entonces.
Lobatera es uno de los cuatro municipios más antiguos del estado Táchira, y está representado en una de las cuatro estrellas de la bandera oficial del estado. De la parte norte del antiguo cantón de Lobatera surgieron los actuales municipios Ayacucho (con capital en San Juan de Colón) y Michelena (con capital en Michelena).

## Geografía
Ubicado en la región centro-occidental del Estado, limita al norte con los municipios Ayacucho y Michelena; al sur con los municipios Andrés Bello, Guásimos, Independencia; al este con José María Vargas; al oeste con Libertad, Pedro María Ureña y la República de Colombia. Su superficie es de 252 km² y su geografía es totalmente montañosa. Su capital es Lobatera. El Municipio tiene dos parroquia; la parroquia Constitución con capital en Borotá (a la cual se accede desde el cruce carretero de Palo Grande, punto donde convergen los municipios Lobatera, Guásimos e Independencia); y la Parroquia Lobatera, siendo esta la Parroquia Capital del Municipio. La principal industria es la explotación del mineral carbón y de fosforita, y en lo agrícola el principal producto es la caña de azúcar y sus derivados como la panela (conocida como papelón en otras regiones de Venezuela). Su relieve es totalmente montañoso andino y tiene elevaciones que van desde los 750 m s. n. m. (La Vega, quebrada La Chirirí o Chiriría) hasta los 2.350 m s. n. m. (hito limítrofe de Casa del Padre).

### Regiones Geográficas
El Municipio Lobatera se encuentra conformado por tres regiones geográficas, cada una con sus características específicas: 
- Zona oriental o de la cordillera, conformada por las aldeas de Potrero de las Casas, La Molina, Volador, Llano Grande y El Molino, siendo un área montañosa andina
- Zona central o de la Depresión, conformada por las aldeas de Zaragoza, Momaría, La Curiacha, La Llanada, El Salado, El Oro, El Espinito, La Cabrera, La Parada y las poblaciones de Lobatera y Borotá, siendo un área montañosa propia de la Depresión del Táchira
- Zona occidental o de los montes de la frontera, conformada por las aldeas de Las Minas, Boca de Monte, Cazadero, La Montaña, Los Trapiches, El Oso, La Victoria y La Trampa, siendo un área montañosa y de desiertos de altura.

### Límites
Los límites jurisdiccionales del Municipio Lobatera se encuentran determinados en la Ley de División Político Territorial del Estado Táchira, en su artículo 24°:
"EL MUNICIPIO LOBATERA. Se delimita así:NORTE: con los Municipios Ayacucho y Michelena; ESTE: con el Municipio Andrés Bello; SUR: con los Municipios Guásimos, Independencia y Libertad; OESTE: con el Municipio
Pedro María Ureña y la República de Colombia.
a.-) LOBATERA: se delimita así: 1.- ) POR EL NORTE: Limita con la Parroquia San Pedro del Río del Municipio Ayacucho desde el Hito San Pedro en la Frontera con la República de Colombia, para seguir por el
camino que conduce a Las Dantas, hasta el punto La Laja, U.T.M. N. 886.000 m E.
793.500 m, desde este punto continúa con rumbo ESTE por un camino que se encuentra en el punto más alto del Cerro el Morrachón U.T.M. N. 888.710 m, E. 800.440 m, continúa luego en dirección SUR hasta la desembocadura de la Quebrada Orope en la Quebrada Chiriría y por esta aguas abajo hasta su confluencia en el Río Lobaterita, donde comienza a lindar con el Municipio Michelena, por el Río Lobaterita, aguas arriba hasta llegar al puente sobre el Río Lobaterita de la Autopista San Cristóbal -La Fría, ubicado a 200 m, aguas abajo de la confluencia de las Quebradas La Parada y La Molina para seguir desde este punto en línea recta en sentido SUR-ESTE, al Hito filo de La Cruz frente al cementerio de Lobatera, U.T.M. N. 878.600 m, E. 803.400 m, y desde aquí en otra línea recta en sentido NOR-OESTE al Hito Mata de Mango en la carretera Michelena - Lobatera U.T.M. N. 878.875 m E. 804.015 m, para continuar por la carretera Panamericana en el tramo Lobatera - Michelena hasta el Hito de La Cruz de Octavia Rivas, localizada al Iado ESTE de la carretera Panamericana en el tramo antes
mencionado y 450 m aproximadamente del puente sobre la Quebrada Lobatera, desde donde sigue en línea recta y en sentido ESTE al puente El Puyón, sobre la Quebrada Lobatera, para continuar por el antiguo camino Nacional, hasta el Hito Piedra Redonda, U.T.M. N. 878.230 m, E. 806.220 m, situado a 800 m al SUR -OESTE del cruce de la carretera que conduce de Llano Basto a Triviños, para seguir por la Carretera del Llano Basto, hasta encontrarse con la carretera que conduce a El Molino, por la que continúa hasta el Hito de Puente Molina en el Puente sobre la Quebrada La Molina de la vía que conduce a Potrero de Las Casas, continúa por la Quebrada La Molina, aguas arriba hasta
donde confluyen las Quebradas Urubeca y Guamala, continuando por la Quebrada Guamala, aguas arriba, hasta su cabecera sitio denominado La Casa del Padre Estrella, U, T .M. N. 878.850 m, E. 815.300 m
2.-) POR EL ESTE: limita con el Municipio Andrés Bello desde el Alto de la Casa del Padre Estrella, continúa en sentido SUR -OESTE por la fila que es divisoria de aguas del Río Torbes y la Quebrada La Molina, hasta el Cerro Mochilero, U.T.M. N. 874.500 m, E. 810.300 m
3.-) POR EL SUR: limita con la Parroquia Constitución a partir del punto ya identificado en el Cerro El Mochilero para continuar por la Quebrada La Romera, aguas abajo hasta su desembocadura en la Quebrada La Molina, y por ésta Quebrada sigue su curso descendente hasta la boca de la Quebrada La Parada, por la cual continúa aguas arriba
hasta la desembocadura de la Quebrada La Ficala y siguiendo el curso aguas arriba de esta última Quebrada, hasta su origen en el Cerro El Botadero, continuando con dirección OESTE por una fila hasta llegar al Cerro Peñas Negras U.T.M. N. 874.700 m, E. 790.800 m
4.-) POR EL OESTE: limita con el Municipio Pedro María Ureña desde el Cerro Peñas Negras, U.T.M. N. 874.7 m, E. 790.8 m, siguiendo en línea recta al puente de la carretera Ureña-Colón, sobre la Quebrada La Teura, para continuar por esta Quebrada; aguas abajo, hasta su desembocadura en la Quebrada Novilleros, prosigue el límite por
esta Quebrada aguas arriba, hasta la desembocadura de la Quebrada Las Cumbres, por la que continúa aguas arriba hasta el alto donde tiene su cabecera y desde aquí en línea recta al Cerro Don Pedro, donde nace la Quebrada La Danta, continuando por la línea fronteriza con la República de Colombia, hasta encontrar el Hito San Pedro, punto de
partida.
b.-) LA PARROQUIA CONSTITUCIÓN: se delimita así:
1.-) POR EL NORTE: Limita con Lobatera, desde la naciente de la Quebrada La Ficala en
el Cerro El Botadero, siguiendo por esta Quebrada, aguas abajo, hasta su
desembocadura en la Quebrada La Parada; para continuar por esta última aguas abajo,
hasta su desembocadura en la Quebrada La Molina y por ésta, aguas arriba hasta la
desembocadura de la Quebrada La Romera, siguiendo aguas arriba por esta última,
hasta su nacimiento en el Cerro Mochilero, U.T.M. N. 874.5 m, E. 810.200 m
2.- ) POR EL ESTE: limita con el Municipio Andrés Bello, desde el punto antes descrito en el Cerro Mochilero, para continuar por la carretera que de Palmira conduce a Cerro Mochilero y llegar al cruce en la misma carretera que conduce a Llano Grande U.T.M. N. 873 m, E. 809.55 m
3.-) POR EL SUR y EL OESTE: limita con el Municipio Guásimos, desde el punto señalado anteriormente en la carretera a Llano Grande, para continuar por la fila de Los Letreros hasta Palo Grande, desde donde continúa, lindando ahora con el Municipio Independencia por la fila de Potrero Grande, hasta donde se inicia la fila de Palo Gordo
para continuar en límites con el Municipio Libertad, siguiendo la fila de Palo Gordo hasta
el Cerro El Botadero, punto de partida". (Gaceta Oficial del Estado Táchira, N.º 444, extraordinario, de fecha 26 de enero de 1998)
Nota: la línea fronteriza del Municipio Lobatera con la República de Colombia, se inicia en el Cerro Don Pedro, 25 metros al oeste y más abajo del hito A1 ubicado a una altitud de 1.692 m s. n. m. en el lugar donde nace el brazo más septentrional de la quebrada La Danta y sigue en dirección norte por toda la frontera hasta terminar en el Hito San Pedro, hito A6, a una altitud de 1.512 m s. n. m., en la garganta de Mucujún en el medio del camino (en la actualidad carretera) que servía de encrucijada a los caminos de La Laja, de San Juan de Colón y de Las Cumbres que quedan en territorio venezolano y de Ricaurte a El Bote que queda en territorio colombiano. Acta de amojonamiento de la frontera venezolano-colombiana entre la fuente de La China y el curso de la quebrada Don Pedro en cumplimiento del Laudo Arbitral Suizo, San José de Cúcuta, 30 de junio de 1923.

### Demografía
Según los datos oficiales del XIII Censo Nacional de Población y Vivienda (2001). La población del Municipio Lobatera era de 10.427 habitantes, de los cuales 5.237 son hombres y 5.100 mujeres. Asimismo se censaron 3.419 viviendas en el Municipio. Según estimaciones del Instituto Nacional de Estadística (INE) su población para el año 2010 es de 11.147 habitantes.

### Composición etnográfica
La mayoría de la población es mestiza con un fenotipo mayoritariamente caucásico descendientes de españoles y criollos provenientes de la Región de los Santanderes en Colombia o de San Cristóbal. Aunque la población es primariamente castiza que vendría siendo la descendencia entre mestiza-criollo

### Localidades
Parroquia Lobatera: La Molina, El Molino, El Oso, La Cabrera, Las Minas, La Montaña, La Parada, La Trampa, Los Trapiches, La Victoria, Llano Grande, Potrero de las Casas, Volador.
Parroquia Constitución: Boca de Monte, Cazadero, El Saladito, La Curiacha, La Llanada, Momaría, El Oro, Zaragoza.
| Parroquia          | Superficie | Población   | Densidad       | Capital  |
| ------------------ | ---------- | ----------- | -------------- | -------- |
| 1.) Constitución   | 90 km²     | 4.658 hab.  | 11,11 hab./km² | Borotá   |
| 2.) Lobatera       | 162 km²    | 6.500 hab.  | 40,12 hab./km² | Lobatera |
| Municipio Lobatera | 252 km²    | 11.158 hab. | 44,28 hab./km² | Lobatera |

### Gentilicio
El gentilicio oficial de este municipio tachirense, y de su ciudad capital es el de "lobaterense" pero en el lenguaje común se emplea el de "lobatero" y "lobatera".

## Símbolos
El árbol emblemático del Municipio Lobatera es el árbol del clavellino, un árbol caracterizado por ser de ornato y antierosivo. La flor emblemática es la flor roja del clavellino. Un ejemplar del mismo se encuentra en el Parque Bolívar de Lobatera. El ave emblemática es el arrendajo (Cacicus cela cela). Ave cuyo pico es blanco verdoso pálido y los ojos blanco-azulados. Su plumaje es principalmente negro. Las cobertoras alares, la parte baja de la espalda, la rabadilla, la base de la cola e infracaudales son amarillas. El parche alar y la base de la cola son considerablemente extensos (Hilty y Brown 1986). Su hábitat comprende todo el territorio del municipio y presenta mayor difusión en la depresión central y en las montañas de la región oriental. Estos símbolos fueron adoptados en septiembre de 1952 por propuesta del culto ciudadano Sr. Alejandro Rojas Figueroa (Lobatera, 1887 - San Cristóbal, 1966).

## Economía
En una época floreció una bien incrementada industria de tejido, alimentada por los numerosos plantíos de caña y de algodón. Hoy en día la economía municipal gira en torno a las minas (a cielo abierto y de galería) de carbón (es el primer municipio productor de carbón del Estado Táchira) y a las minas de fosforita. Para la extracción de este último mineral se ha establecido la compañía anónima FOTACA, para la extracción y procesamiento del mineral en igual importancia está la producción agrícola de la parroquia Constitución que provee a los mercados del estados con trigo, maíz y diversidad de frutos menores.

## Religión
En lo eclesiástico, el territorio del Municipio Lobatera está conformado por dos parroquias: la parroquia matriz de Nuestra Señora del Rosario de Chiquinquirá de Lobatera (creada canónicamente por el Arzobispado de Santa Fe de Bogotá en junio de 1773) y la Parroquia de Santa Rosalía de Palermo, creada el 28 de octubre de 1868 y cuya sede parroquial se encuentra en la población de Borotá. Ambas parroquias pertenecen a la diócesis de San Cristóbal, dentro de la provincia eclesiástica de la arquidiócesis de Mérida. La religión católica es la profesada por la mayoría de los habitantes del Municipio. Las fiestas patronales principales son: Lobatera, 24 de septiembre en honor a Nuestra Señora de las Merecedes y 18 de noviembre en honor a Nuestra Señora del Rosario de Chiquinquirá; Borotá, 4 de septiembre en honor a Santa Rosalía de Palermo; La Llanada, 11 de febrero en honor a Nuestra Señora de Lourdes; El Oso, última semana de diciembre en honor a Nuestra Señora de las Angustias. Potrero de las Casas, última semana de junio en honor al Sagrado Corazón de Jesús; Nuestra Señora del Carmen, 16 de julio, en la aldea Zaragoza; Las Minas, 4 de diciembre en honor a Santa Bárbara; Volador, primera semana de agosto en honor al Santo Rostro; Fiesta de la Santa Cruz de la aldea La Montaña, en agosto, entre otras.
Lista de sacerdotes nativos de la población de Lobatera y de su jurisdicción
Pbro. Marcos Gabriel Zambrano Príncipe, nació en Lobatera a mediados del siglo XVIII y murió en 1784. Fue el fundador de la Viceparroquia Eclesiástica de Nuestra Señora del Rosario de Chiquinquirá de Lobatera en 1750. Estableció una capellanía para el sostenimiento de la Viceparroquia y la hacienda que sustentaba la misma se llamó “La Capellanía”y en la actualidad mantiene ese nombre como caserío próximo a Lobatera. El 22 de marzo de 1774 le entregó el curato, ya convertido en parroquia eclesiástica, al Pbro. Dr. Manuel Antonio de Nava, primer cura párroco de Lobatera. Un familiar suyo, el Padre Jesús María Zambrano, quien atendió el curato de Lobatera en 1811, en una partida de defunción escribió: “En la Villa de Lobatera a quatro de noviembre del año de mil ochocientos once. Yo el Presbítero Bachiller Don José María Zambrano Capellán de esta iglesia que mandó a fundar el Presbítero Don Marcos Gabriel Zambrano […]”.
Pbro. Br. José María Zambrano, nació en Lobatera a fines del siglo XVIII, se conoce que atendió el curato en 1811 y era familiar del Padre Marcos Gabriel Zambrano.
Pbro. Br. Pedro José Casanova, nació en Lobatera a fines del siglo XVIII y murió en 1833. Prócer de la Independencia y amigo de El Libertador, fue el fundador de Borotá al crear la capilla en honor a Santa Rosalía en 1831 alrededor de la cual se formó el actual poblado.
Pbro. Dr. José Amando Pérez Arellano, nació en La Urubeca, antigua jurisdicción de Lobatera y murió en 1875, es el fundador de la población de Michelena en 1849.
Pbro. Cecilio Niño, nació en Lobatera a principios del siglo XIX y murió en la misma población el 22 de diciembre de 1893. Fue un defensor de los fueros municipales de Lobatera y de la integridad territorial de su jurisdicción.
Pbro. Juan Isidro Pérez Arellano, nació en Lobatera antes de 1849, ejerció su ministerio sacerdotal en diversos pueblos del Táchira. Era hermano del Padre José Amando Pérez.
Pbro. Dr. José Trinidad Colmenares, nació en Lobatera antes de 1849, se ordenó en Pamplona (Colombia) el 15 de junio de 1889 y murió en Mérida el 6 de abril de 1926, luego de una enfermedad de seis meses, producto de una hemiplejía. Fue canónigo magistral del cabildo eclesiástico de la Catedral de Mérida.
Pbro. José Macario Colmenares, nació en Lobatera en la segunda mitad del siglo XIX y murió trágicamente el 13 de abril de 1894 en el sitio de El Tambo al pasar el río Quinimarí, vía a Santa Ana, cuando regresaba de administrar el sacramento de la Extremaunción a un enfermo y se dirigía a su parroquia de San Juan Bautista de la Ermita en San Cristóbal. Fue uno de los mejores oradores sagrados de su tiempo.
Pbro. José del Carmen Reina Cepeda, nació en Lobatera la segunda mitad del siglo XIX y murió en San Antonio del Táchira el 16 de agosto de 1937. Ejerció su ministerio sacerdotal en Ureña y San Antonio del Táchira.
Mons. Edmundo Vivas Medina, nació en Lobatera el 4 de julio de 1887 y fallece en San Cristóbal el 12 de agosto de 1972. Eminente historiador, primer Director del Centro de Historia del Táchira en 1942 (en la actualidad Academia de Historia del Táchira) y educador, fundador del Instituto Jáuregui, antecedente del actual Liceo Militar Jáuregui en La Grita.
Pbro. Domingo Ramón Vivas, nació en Lobatera y era sobrino del eminente historiador y educador Mons. Edmundo Vivas Medina. Ejerció su ministerio sacerdotal en diferentes pueblos del Táchira y fue el primer párroco de la parroquia de Nuestra Señora del Carmen de San Félix, Estación Táchira, el 1 de noviembre de 1948.
Ilust. Mons. José Teodosio Sandoval Mora, nació en el caserío Pueblo Chiquito de La Molina, jurisdicción de Lobatera, el 11 de enero de 1899 y falleció en La Grita el 13 de enero de 1985. Promotor social y educador, fue el cofundador de la Escuela de Música Santa Cecilia y constructor de la neogótica iglesia de Nuestra Señora de los Ángeles de La Grita.
Excelnts. Mons. Acacio de la Trinidad Chacón Guerra, nació en el caserío Loma Verde de Llano Grande jurisdicción de Lobatera, el 8 de junio de 1884. Fue el primer arzobispo tachirense de Mérida y el constructor de su actual catedral. Su abuelo Acacio Guerra, de quien recibió el nombre, fue concejal del Concejo Municipal de Lobatera en 1848.
R. P. Elio Nereo Sandoval Sandoval, nació en el caserío Pueblo Chiquito de La Molina, a principios del siglo XX, ingresó a la Orden de los Agustinos Recoletos viajando a España a finalizar sus estudios de teología y filosofía. Fue el primer Agustino Recoleto venezolano. Se ordenó y cantó su primera misa en la Iglesia de Lobatera el 3 de junio de 1944 recibiendo el nombre de Fray Elio Nereo de la Santísima Virgen del Rosario. Falleció en Lobatera en 1985. Sirvió en las diócesis de Los Teques y en la de Trujillo.
Pbro. Delfín Medina Sandoval, nació en el caserío Pueblo Chiquito de La Molina el 14 de mayo de 1912. Ejerció su ministerio en diversas parroquias del Táchira así como en la catequesis diocesana, falleciendo el 28 de febrero de 1973. Se encuentra enterrado en la capilla de la Sagrada Familia, en la Iglesia de Lobatera, junto a la tumba de Mons. Manuel García.
Pbro. Jorge Casanova Castro, nació en Lobatera en 1935, fue ordenado sacerdote por Mons. Alejandro Fernández Feo en la Iglesia Parroquial de Lobatera en 1961. Desarrolló su ministerio en la arquidiócesis de Caracas donde fue párroco de la parroquia de El Cafetal durante más de 40 años. Falleció en Caracas en noviembre de 2005.
Pbro. Raúl Sánchez Cárdenas, nació en el caserío Loma Verde de Llano Grande jurisdicción de Lobatera y se ordenó en la Iglesia de Nuestra Señora del Rosario de Chiquinquirá de Lobatera el 16 de octubre de 1982 en solemne misa presidida por Mons. Alejandro Fernández Feo. Actualmente desempeña su ministerio sacerdotal como capellán del Hospital Central de San Cristóbal.
Pbro. Lcdo. Johan Pacheco Colmenares, nació en Lobatera el 10 de septiembre de 1983, fiesta del santo de la orden agustiniana San Nicolás de Tolentino. Cursó sus estudios de primaria y secundaria en su ciudad natal, realizando su carrera eclesiástica en el Seminario Diocesano Santo Tomás de Aquino, en Palmira. Recibió la ordenación sacerdotal de manos del obispo de la diócesis de San Cristóbal Mons. Mario del Valle Moronta Rodríguez y en presencia de Mons. Jorge Aníbal Quintero, obispo de la diócesis de Margarita, en solemne ceremonia litúrgica celebrada en la Santa Iglesia Parroquial de Nuestra Señora del Rosario de Chiquinquirá de Lobatera, el 19 de abril de 2010. Cantó su primera misa en la Iglesia de Lobatera el 20 de abril de 2010. Se le asignó como primer ministerio el ser nombrado director de la Oficina de Prensa de la diócesis de San Cristóbal y capellán del Instituto Coromoto de San Cristóbal, regentado por las Hermanas Dominicas venezolanas.

## Estatua del Libertador
Los orígenes de la estatua en bronce de El Libertador Simón Bolívar de la Plaza Bolívar de Lobatera, se remontan a la época de la presidencia del General Joaquín Crespo, quien había dictado un decreto de fecha 23 de agosto de 1894 por medio del cual le cambiaba el nombre al paseo El Calvario en Caracas, creado por el presidente Guzmán Blanco, por Paseo Independencia, asimismo ordenó colocar a lo largo del paseo, las estatuas de El Libertador, de próceres de la Independencia y del Almirante Cristóbal Colón. En el decreto ejecutivo del Presidente Crespo, se disponía en su artículo 3°: “En diferentes puntos del paseo, se prepararán y embellecerán cuatro planicies, que llevaran los siguientes nombres y serán adornadas con las estatuas que se expresan: / ‘Plaza América’, con la estatua de El Libertador Simón Bolívar que es la misma que figuró en el edificio de Venezuela en la Exposición Universal de Chicago” (Leyes y Decretos de Venezuela, 1893-1894), Serie República de Venezuela, N.º 17, Caracas, 1990, p. 431). Esta estatua había sido colocada en junio de 1893 sobre el techo del salón este del pabellón de Venezuela, que tenía la forma de un arco de triunfo romano. En el otro extremo, y sobre el techo del salón oeste, fue colocada la estatua de Cristóbal Colón. Asimismo, bajo la estatua de El Libertador fueron colocadas en exposición, entre otras cosas de El Libertador, la espada de oro y diamantes regalo de la Municipalidad de Lima, el Medallón de Washington y la condecoración Sol del Perú.
Así, el decreto del Presidente Crespo fue cumplido y la estatua que identificó al Pabellón de Venezuela en la Exposición de Chicago de 1893, fue inaugurada oficialmente en la Plaza América del Paseo Independencia o Colina del Calvario el 3 de febrero de 1895 por el propio Presidente. Una crónica de la época relataba que la altura de la estatua era de 2,20 metros, en pedestal de granito artificial, forma octogonal y elegante (cfr. Revista de la Sociedad Bolivariana de Venezuela, Caracas, 1954, p. 420). Si bien, en el Libro del Directorio de la Exposición Universal de Chicago, editado en 1893, al describir el edificio de Venezuela, especificaba que la estatua de Bolívar (y la de Colón) tenían una altura de nueve pies (2,74 cm) y pesaban dos mil libras (907 kilogramos) cada una.
Sobre el taller de fundición de donde salió la estatua de El Libertador Simón Bolívar y del Almirante Cristóbal Colón, ordenadas para coronar las bóvedas esquifadas de los salones laterales del Pabellón de Venezuela en la Exposición Mundial de Chicago, se conoce que fueron elaboradas en 1893 en Nueva York (Estados Unidos), por Giovanni Turini (Castelrotto, en las proximidades de Verona, 1841- Nueva York, 1899), escultor italiano residenciado en los EE. UU. y quien fue alumno de Adamo Tadolini, autor de la estatua ecuestre de El Libertador que se encuentra en la Plaza de la Inquisición o de la Constitución en Lima y en Caracas.
Sobre la estatua de Cristóbal Colón, se conoce que al finalizar la Exposición Universal de 1893 se trajo a Caracas y fue colocada igualmente en el Paseo El Calvario al finalizar las escalinatas que comenzaron a denominarse "Gradería de Colón". En 1991, y próximo el V Centenario del Descubrimiento de América, esta estatua original fue trasladada al puerto de Macuro, Municipio Valdez, Estado Sucre, en el extremo oriental de Venezuela, donde se encuentra en la actualidad. Sobre el antiguo emplazamiento se colocó una réplica del original del Colón de Turini, hecha por el escultor Arturo Rus Aguilera la cual permaneció hasta marzo de 2009 cuando fue retirada por Fundapatrimonio-Caracas.
La estatua de El Libertador Simón Bolívar, fue donada a la población de Lobatera (Estado Táchira, en el extremo occidental de Venezuela) por el Concejo Municipal del Distrito Federal (Caracas) el 2 de marzo de 1956, gracias a las gestiones que hiciera el lobaterense Teniente Andrés Roa Ramírez, Presidente de la Empresa de Transporte Público de Caracas y amigo personal del Presidente de la República General Marcos Pérez Jiménez, quien consiguió la estatua para la comisión pro-parque que había logrado la remodelación de la vieja plaza en un parque de líneas modernas creado por el arquitecto tachirense Fruto Vivas. La estatua llegó al pueblo el 5 de abril de 1956 y fue inaugurada junto con el nuevo parque, el 7 de diciembre de 1956 por el gobernador del Estado Dr. Antonio Pérez Vivas. Se colocó sobre un pedestal de líneas triangulares vanguardistas, diseño del ilustre arquitecto tachirense Fruto Vivas.
La estatua comprende una figura pedestre sobre una peana de forma cuadrangular y achaflanada (las equinas de la base cuadrangular están cortadas por un plano para evitar la formación de aristas), característica de todas las estatuas de Turini. En su sección frontal, la peana lleva burilada en letras latinas mayúsculas, la inscripción “LIBERTAD”. Esta debió tener un sentido alegórico a la figura del héroe que representa por cuanto en la peana de la estatua de Cristóbal Colón (en Macuro, Estado Sucre), en el mismo lugar, el autor colocó la expresión “TIERRA”.
El bronce de El Libertador se levanta sobre un pedestal en concreto armado y recubierto con mármol nacional gris (salido de las canteras de La Joroba y El Peñón, en el Estado Miranda, que se encontraban en producción para la época). Está conformado por una base triangular equilátera o acropodio (sobre la que se yergue la estatua), sostenida por seis columnas geminadas exentas, de sección triangular y diagonales que se unen en los ángulos de la base y en el suelo formando un trípode.
La posición de la figura se representa de forma gallarda, altiva y de visión serena. Por su actual ubicación, la parte frontal de la estatua da al este y la mirada hacia el norte. Esta posición tiene sus orígenes en la estatuaria clásica griega de mediados del siglo v a. C.
Representa a Bolívar de pie, vuelto a su derecha, con uniforme de General en Jefe conformado por casaca, amplio sombrero de tipo bicornio emplumado, profusa pasamanería de ramos y hojas de laurel en la casaca, pechera, puños, cuello y en el cinturón que es cerrado por una hebilla rectangular con las iniciales SB rodeadas por una corona de laurel. El cuello de la casaca es semiabierto en forma de Y con pechera de forma circular o redondeada ajustada por gruesos botones y de cuyo centro pende una condecoración de venera ovalada; charreteras voluminosas, cada una con tres cabezas de clavos en forma de estrellas o soles que las sostienen al uniforme. Bajo el cuello y los pliegues de los puños de la casaca, se puede observar con precisión los detalles de una camisa manga larga.
Las facciones del rostro son de clara inspiración en los retratos de Bolívar realizados por el artista peruano José Gil de Castro en el siglo XIX (de donde tomó su modelo la litografía de 1842). Frente alta y despejada, ojos profundos, nariz recta y larga, marcados surcos nasogenianos (líneas del rostro que se trazan entre la nariz y la comisura de los labios), pómulos salientes, mejillas hundidas, leve prominencia del labio inferior , mandíbula y mentón prominentes, peinado tipo “golpe al viento” propio del estilo de 
El Libertador en 1825 y 1826, cuando el artista conoció a Bolívar.
La espada de gala está envainada y pende por medio de correas, al través, desde la parte izquierda del cinto. Posee empuñadura, pomo laureado en forma de arco y gavilanes de cuya base sobresale una borla. La mano derecha descansa sobre un marmolejo o columna pequeña de estilo dórico-toscano del cual se desprende un plano rectangular con dobleces que contiene el mapa de los países bolivarianos y que señala con su dedo índice. El plano tiene inscripciones buriladas con los nombres de Venezuela, Colombia, Ecuador, Perú y Bolivia. Sobre el marmolejo también se encuentra el bicornio emplumado distintivo de General en Jefe vuelto hacia abajo. El brazo izquierdo está semilevantado sobre la empuñadura de la espada con la mano semiabierta en ademán de proceder a indicar algo, posición esta copiada de la mano de los catones de la estatuaria clásica de la antigua Roma. La pierna derecha hacia adelante en actitud de descanso y la izquierda soporta el peso del cuerpo. Porta botas granaderas o altas y pequeñas espuelas movibles de amplias correas con trabillas y rodaja en forma de estrella.
Esta estatua en bronce es una obra del arte universal por su estilo artístico naturalista-neoclásico, ser original y única en el mundo en cuanto al modelo de representación de El Libertador que no copia ninguno de los tradicionales. Es la estatua de El Libertador de más antigua fecha de fundición que existe en el Táchira pues data de 1893.(artículo tomado de la conferencia "Memoria de Bronce: El Bolívar de Lobatera", del Cronista de Lobatera, Samir A. Sánchez E., en el Congreso de Historia UNET, San Cristóbal, Estado Táchira, 17 de abril de 2009). El 24 de julio de 2009, la alcaldesa de Lobatera, Abog. Natalia Chacón, firmó el Decreto N.º 4 por medio del cual se declara Patrimonio y Bien Cultural del Municipio Lobatera a la estatua de El Libertador que se encuentra en la plaza Bolívar de la población de Lobatera, Estado Táchira. El 24 de julio de 2009, la alcaldesa de Lobatera, Abog. Natalia Chacón, firmó el Decreto N.º 4 por medio del cual se declara Patrimonio y Bien Cultural del Municipio Lobatera a la estatua de El Libertador que se encuentra en la plaza Bolívar de la población de Lobatera, Estado Táchira. Asimismo, fue declarada como Bien de Interés Cultural de la Nación al ser incorporada al Catálogo del Patrimonio Cultural Venezolano 2004-2010, en concordancia con lo dispuesto en la Declaratoria N.º 003-2005, del Ministerio de la Cultura, Consejo Nacional de la Cultura, Instituto del Patrimonio Cultural, de fecha 20 de febrero de 2005, publicada en la Gaceta Oficial de la República, N.º 38.234, de fecha 22 de febrero de 2005.

## Pregón de las Ferias y Fiestas de Lobatera
Las ferias y fiestas de Lobatera son una de las más antiguas de Venezuela y América, datan de su creación formal el 22 de marzo de 1774, por el Pbro. Dr. Manuel Antonio de Nava, quien en las constituciones de la Cofradía de Nuestra Señora del Rosario de Chiquinquirá, patrona del pueblo, impone la obligación de que se corran seis toros en honor de Nuestra Señora, y se previesen los toros que se correrían en el siguiente año. Este mandato ha permanecido en el tiempo y en la actualidad, la temporada ferial de Lobatera se efectúa en el mes de septiembre, siendo el día central el 24 en honor a Nuestra Señora de las Mercedes. A principios del siglo XX, las ferias se iniciaban con la lectura del Pregón Ferial, la entrega de programas y la quema de pólvora y paseíllo musical de la Banda Sucre. El pregón se logró reconstruir a través de los fragmentos que del mismo se colocaban en los programas de cada año y de publicaciones especializadas en las ferias de Lobatera. El pregón es el siguiente:
"Irrumpe en el corazón de las sierras andinas esta Ilustre Ciudad de Lobatera, orgullo y blasón de nuestra patria, madre nutricia de pueblos que han abrevado en su regazo y tierra forjadora de recias voluntades y de eminentes hijos suyos que han sido ejemplo y honra del país.
Los lobaterenses, siguiendo una bicentenaria tradición que se afianza en los fueros de la Historia, se preparan para recibir las primeras luces del sol del día 24 de septiembre, día en que irradia con mayor esplendor su purísima luz sobre el valle de la ciudad de Lobatera, para augurarle días venturosos durante la temporada ferial que se propone celebrar con el inusitado regocijo y la singular alegría de sus mejores épocas, cuando su nombre, aureolado por la hidalguía y por la generosidad, trascendía la calidez del valle e iba a los pueblos del Táchira y más allá de las fronteras patrias, llevando a todos la buena nueva de sus festejos.
Cada 24 de septiembre, día dedicado a honrar a la Excelsa Madre del Redentor, bajo la advocación de Nuestra Señora de las Mercedes, el pueblo católico de Lobatera ofrece en acto sublime de religiosidad, sus oraciones más fervientes en señal de respetuosa veneración y llegan hasta sus pies, aun desde las más apartadas regiones del Municipio, todos sus devotos trayendo en sus alforjas las flores más fragantes de nuestra tierra para tapizar con ellas su regio camarín.
Por ello, el ritmo saludable, alentador y honorífico del trabajo, dentro de los cuales viven los laboriosos hijos de Lobatera, se interrumpe por varios días y junto a la fe agradecida, se apresta a celebrar sus Ferias y Fiestas, las cuales si en sus comienzos en 1774 fueron obligatorias por ley, hoy los son por el peso de una tradición ininterrumpida que cada año imanta en un punto del Estado Táchira toda la bonanza y creatividad de sus montañas vecinas. A los pies de Nuestra Señora de las Mercedes, la tierra lobaterense muestra sus mejores frutos para el intercambio y exige por tributo el arrojo en tardes taurinas.
Nuestro pueblo cree indispensable este paréntesis de alegría para beneficiarse con el descanso reparador, incrementar la relación con sus hijos ausentes y proyectarse todos juntos por el anhelo del rescate de Lobatera por un futuro de esperanzador progreso.
La Municipalidad de Lobatera, la Junta de Ferias y Fiestas y sus Capitanías mantienen su indeclinable propósito de celebrar con verdadera demostración de entusiasmo esta temporada para que deje recuerdos imborrables para la posteridad.
Lobatera, en eco sonoro que se extiende cual resplandeciente arrebol por los cuatro puntos cardinales del valle, hace la más cordial invitación a los pueblos y ciudades de su comunidad histórica: Borotá, Michelena, San Pedro del Río y San Juan de Colón; a todas las demás ciudades y pueblos del Estado, así como a las entidades hermanas del Zulia, Mérida, Trujillo, Barinas y Apure y a los Departamentos Santander y Norte de Santander de la hermana República de Colombia, para que le acompañen y compartan lo mejor de sus tradiciones y festejos.
Que lo diga la cordillera con su voz clara y potente: ¡Las Ferias y Fiestas han comenzado, Lobatera los espera!".

## Cultura
El paso de las Ánimas
Una fría noche de noviembre, Pacífico, Saúl, Simeón y Manuel, se encontraban en cotidiana reunión, sentados al pie de la torre del reloj de la Iglesia de Lobatera. Centrados en sus conversaciones, arreglaban y desarreglaban todos los asuntos del pueblo. En una de las esquinas más próximas, Don José se disponía a cerrar las pesadas puertas de su tienda cuando al despedirse de sus amigos, los contertulios de las gradas de la Iglesia, les recordó: 
-¡Váyanse a dormir muchachos!, es noche de Difuntos, no es bueno estar hasta tarde en la calle, es la noche del paso de las Ánimas-. 
Todos se despidieron respetuosamente pero luego y tal vez sin entender, Manuel el más joven, les comentó a sus amigos: 
-Don José a su edad sigue creyendo en esos cuentos de espantos y de muertos-. 
No había terminado de decir esto, cuando Pacífico se levanta rápidamente y con voz fuerte dice: 
-¡Don José!, ¡Don José!, no se acueste todavía, venga y cuéntele a estos sutes los cuentos de santos y de espantos que usted ha vivido-. 
Mirando el reloj de la Iglesia, próximo a marcar las nueve, Don José titubeó un poco sobre la propuesta de Pacífico pero la terminó aceptando por lo que, dejando la puerta entreabierta con la tranca, se acercó a los jóvenes y les dijo: 
-Muchachos, tengo la experiencia que da vivir tanto como he vivido, óiganme y agarren cabo, no se burlen de las cosas de la otra vida, ni de las Benditas Ánimas del Purgatorio, eso es algo serio, préstenme atención- y mirando hacia el Callejón y el puente del Cementerio, guardó silencio por un momento como si a su memoria vinieran los remolinos del recuerdo, y prosiguió: 
-Ocurrió hace muchos, muchos años. 
Este pueblo que ustedes ven no es ni sol ni sombra de aquel que yo conocí. No había luz eléctrica, ni carros, ni radios, ni televisión y a las nueve, cuando todos ya estaban en sus casas recogidos, nuestros padres cerraban bien las puertas y luego del rezo del Santo Rosario, reunidos a la luz de una vela en el patio, oíamos los cuentos de antes. 
Mi nonita, con su voz pausada y entrecortada por la edad, nos aconsejaba: 
-Mijiticos, cuando sea la noche de los fieles Difuntos, guárdense al atardecer, luego del toque del Ángelus y no salgan de la casa. Puede que esa sea una de las noches más frías y más oscuras que las demás. 
Se oirán piafares tenebrosos y casquillos de caballo golpeando fuertemente el empedrado de las calles, o plegarias y rezos seguidas por el doble de las campanas que son tocadas por misteriosos e invisibles seres. 
Verán como los animales se esconden y los perros, nerviosos, lanzan aullidos lastimeros. Un olor a sepultura abierta lo cubrirá todo. Olviden cualquier curiosidad y no intenten mirar a través de la rendija o el portón. La muerte con su cortejo de ánimas tiene el permiso de Dios para andar suelta rondando por calles y caminos en busca de vivos incrédulos. Quien se atreva a mirarlas de frente quedará encadenado eternamente a su compañía hasta que una nueva alma vuelva a ser atrapada y la libere asumiendo su carga. Si las llegan a ver en su camino, no la miren ni intenten huir, santígüense y no se interpongan interrumpiendo su errante y agónico paso-.
Los contertulios, en silencio absoluto, dejaban que Don José continuara su relato: 
-Una vez y ya siendo un muchachito de pantalón largo, mi amigo Rafael a quien apodábamos “Surrucuco” por ser parrandero y amigo de sancochos en la madrugada a la orilla de la quebrada, con las gallinas que tomaba en los solares de los dormidos y desprevenidos vecinos, me invitó al atardecer a bajar a Río Arriba de San Pedro para darle una serenata a una de las Morales, las muchachas más bonitas de ese pueblo. 
Él era diestro en el tiple y yo soltaba algunas partituras con la flauta, por lo que le acompañé y practicando los registros de las piezas que interpretaríamos, se nos hizo el camino corto luego de pasar el último trapiche de La Cabrera. 
-Al terminar la improvisada y amena serenata, tomamos el camino de regreso. Esa noche parecía ser especial, noche azul de plenilunio, de sosiego, de cantos y de silencios. 
El camino, al pasar la angostura del río Lobaterita, era un hilo tendido entre precipicios sobre el cual la claridad permitía diferenciar las vetas de carbón de la tierra pura y con manchas de colores por lo cual también la llamaban tierra tinta. 
-Pasamos la cuesta de los Valientes, llamada así porque el camino se angostaba tanto entre los bordes afilados de un precipicio resbaloso y que terminaba en el río, que al encontrarse de frente dos personas, se le cedía el paso a la más valiente o de mayor pericia para que indicará por donde pisar o por donde lanzar la mula o el caballo. Descendimos y luego entre cañaverales, atravesando varias veces los vados del río, llegamos a la planicie del camposanto de Lobatera. 
-Seguros ya de estar cerca de casa, nos detuvimos a descansar un poco junto a una de las paredes de tapia pisada y teja del viejo cementerio. Sentados a la vera del camino con nuestras espaldas recostadas a la encalada pared, Rafael sacó de su mochilita un buen trozo de queso y una botella de anisado que muy en secreto le dieron en San Pedro. 
-Mientras comíamos y hablábamos sobre futuras serenatas, hubo un momento donde todo se detuvo; hasta el tronar de la cercana quebrada que bajaba con abundantes aguas por crecida de Todos los Santos, se había disipado. Sólo nos comenzaba a llegar el ruido del rastrillar de pasos y un lejano murmullo de voces que provenían del tramo del camino que faltaba aún recorrer para llegar al pueblo. 
La visión a pesar de la luna llena, no era clara pues una densa niebla comenzaba a cubrirlo todo y extraños olores comenzaron a percibirse.
Rafael exclamó: 
-¿Quiénes podrán ser a estas horas de la noche?, seguro alguna partida del gobierno reclutando o de parameros alzados. ¡Corramos a escondernos!- y dejando nuestro buen avío, saltamos tras una pequeña cerca de caña brava que vimos al frente y nos escondimos. 
Mirando hacia la niebla por entre las secas cañas que nos ocultaban, poco a poco fue apareciendo una figura revestida con rígida casulla negra, manípulo, bonete y breviario que parecía leer pues su rostro permanecía agachado. Detrás y a paso de procesión, cuatro hombres traían lo que parecía un cadáver, cargado sobre los hombros a través de los extremos de dos palos colocados paralelamente con tres atravesaños y sobre estos, el cadáver calzado de alpargatas, amortajado con unas varas de género blanco, la cabeza forrada de la misma tela, el rostro al aire libre, las manos cruzadas sobre el pecho y asegurado en las piernas, caja del cuerpo y la cabeza con repetidas ligaduras de delgado mecate. 
En la mano que les quedaba libre, cada uno de los hombres llevaban un hachón encendido que les iluminaba el camino. 
A la voz de quien presidía el entierro y que decía:
-Almas santas, almas pacientes-, respondían los cargantes: 
-Rogad a Dios por nosotros que nosotros rogaremos por vosotras para que Él nos de su gloria-. Yo entendía bien esas palabras pues se las había oído a mi nona en su rezo diario de los Cien réquiem. 
-Sorprendidos por aquel entierro en hora tan inusual, nos quedamos mirándolo fijamente pensando que se saldrían del camino para desviarse al cementerio, cuando observamos que siguieron de largo por el camino hacia donde estábamos. Esto nos produjo un inmenso terror e impresionados, un frío comenzó a sobrecogernos mientras se acercaban más y más. 
De pronto, recordé los cuentos de mi niñez: no era un entierro cualquiera. 
-¡Es el paso de las Ánimas!-, le grité a Rafael y le repetí las advertencias que sabía. Su natural curiosidad e incredulidad hicieron que desoyera mis consejos. Mientras mantenía cerrados mis ojos y no paraba de santiguarme, oí cuando Rafael dijo: 
-¡Ya vienen!, alguien debió morir en el pueblo mientras estábamos fuera, ¿quién será y a dónde lo llevan?-. 
Siempre he creído que al pasar frente a nosotros, la aparición fantasmal debió voltear sus rostros y mirarnos pues Rafael exclamó: 
-¡Son espantos, son espantos!- y luego de un corto silencio volvió a exclamar: 
-¡Soy yo, soy yo!-. Fueron sus últimas palabras. Aún las recuerdo claramente pues se iban desvaneciendo en la distancia. 
-Al abrir mis ojos, ya no había nadie y saliendo al camino, pude ver la figura de Rafael quien corriendo camino abajo por donde habíamos venido, se perdía en la noche gritando: 
-¡Soy yo, soy yo, soy yo…!”. 
-Intenté alcanzarlo pero fue en vano, perdí su rastro. Regresé rápidamente al pueblo, levanté a un grupo de amigos y vecinos, y salimos a buscarlo. 
-Nada, solo en el cruce del camino de La Cabrera con el de La Parada, encontramos su tiple abandonado. 
-Desde esa ocasión, me propuse que siempre al pasar frente a mi casa, rumbo a la Iglesia, el entierro de algún vecino, del amigo o del conocido que se nos adelantó, dejaría su nombre registrado en un cuadernito para siempre pedir por él.
-¿Y qué pasó con Rafael?-, preguntó Manuel.
-No se volvió a saber de él. Varios marchantes que llegaban a mi bodega, me aseguraban haberlo visto en ocasiones desandar río abajo por entre matorrales, tunas y senderos perdidos en noches de luna llena. De allí que muchos le comenzaron a llamar “El ánima del Surrucuco”, pero esa es otra historia muchachos, es noche de Difuntos, vayan a dormir-. 
(Reconstrucción libre de Samir Sánchez, 2010. Estructurada sobre la base de las versiones orales recogidas en entrevistas en Lobatera, 1982: Don José Rojas, Prof. Pacífico Contreras, Don Florentino Zambrano, Don Aníbal Sandoval y crónica del Dr. Juevenal Anzola, 1912).
Leyenda de la Piedra del Corazón
“En las primeras horas de la madrugada, Cesáreo abandona su casa en La Molina y apresuradamente se dirige a Lobatera. Era el día jueves de Corpus y como todos los años, desde que era un niño, quiere estar presente en la misa del alba que se celebra a las cinco de la mañana. Mira hacia el cielo y ve que la noche era más oscura que de costumbre. Continua, pero frías ráfagas de vientos borrascosos provenientes de los páramos de Potrero de las Casas y Llano Grande casi lo sacan del camino. Parece ser un presagio, nada bueno pasaría. En el camino todo es silencio y soledad. Baja hacia la quebrada La Molina, pasa frente al trapiche de mano Candelario y mana Catalina donde un perro echado late a su paso. Sigue bajando hasta alcanzar el puente de vigas tendidas entre orilla y orilla. Allí, el bramar del fuerte torrente de la quebrada y los resbalosos líquenes que cubren la húmeda madera hacen lento su paso. Al ganar la orilla opuesta, comienza el fatigoso ascenso de la escarpada y pedregosa colina que lo llevaría hasta la cima a encontrar el cruce del camino real de Lobatera a La Grita.
Al acercarse a la encrucijada, puede divisar desde lejos cuatro luces que aparecían y desaparecían con las vueltas del camino y oye por igual un lejano murmullo de oraciones y plegarias que se confunden con el fuerte zumbido del viento que golpeaba sus espaldas. Próximo a la mítica piedra del Corazón , se encuentra frente a una fantasmagórica visión: un ataúd rodeado por cuatro cirios y varias figuras de largo traje talar negro, de rostros ocultos por inmensas capuchas y cuyos pies no tocaban la tierra. El corazón de Cesáreo comienza a palpitar aceleradamente y recuerda los cuentos que relataban las viejas junto al fogón. Era la aparición del ánima en pena de alguien quien se llamó Hilario, muerto a traición en esa vuelta del camino y junto a la piedra, allá por el año trece en la guerra de Independencia. Su cuerpo abandonado y devorado por los animales del monte, nunca recibió cristiana sepultura. Próximo a enfrentarse con esos espectros, Cesáreo recordó por igual lo que le habían contado: que si retrocedía o se regresaba, en tres días su alma se sumaría a aquellas que estaban junto a la urna y quedaría en pena para toda la Eternidad. 
Afincándose su sombrero, lanza el grito de ¡Virgen Santísima, protégeme! y santiguándose repetidas veces atravesó corriendo con sus ojos cerrados la difusa visión mientras sentía como un frío de ultratumba penetraba hasta sus huesos y parecía desgarrar sus carnes. Sin dejar de santiguarse y después de recorrer un trecho el camino abajo, regresó su mirada al escalofriante sitio y sorprendido, sólo vio la inmensa piedra del Corazón rodeada por el sosiego de la noche interrumpido de vez en cuando por los cantos de los grillos y de las ranas ocultas en el monte. Los resplandores de una luna llena que se abría paso entre los nubarrones comenzó a iluminar la piedra y los musgosos cimientos le marcaron con su sombra la vieja senda del llano de los Apóstoles que llevaba hasta el pueblo. Cesáreo se afianzó más en su ruana azul y roja -la de llevar en los días festivos- y meditabundo siguió su camino hasta divisar las primeras casas de Lobatera y oír el lejano repicar de las campanas que llamaban a misa. En sus pensamientos no dejaba de repetir: "Que Dios lo saque de penas y lo lleve a descansar".
Fuentes: Gratitud y respeto por las siguientes personas que aportaron los datos para la reconstrucción de la leyenda, y quienes ya alcanzaron la Eternidad: Don Roso Sandoval Mora, aldea La Molina, 80 años, 1985, Municipio Lobatera; Don Florentino Zambrano, aldea Volador, 88 años, 1997; Doña Maximiana Sandoval vda. de Sánchez, 96 años, 2004; Doña Vicenta Rosales de Sandoval, 92 años, 2006.
La Cruz del cerro o la Cruz de los leprosos
Alrededor de 1865, se inició en Lobatera la costumbre de aislar a los habitantes del pueblo y sus aldeas contagiados por la enfermedad de la lepra, expulsándolos al cerro que se encontraba frente al cementerio, a un sitio en el camino que llevaba al sitio de El Salado (entre Lobatera y Michelena) conocido como El Degredo. Allí, los aislados, construyeron unas especies de enrramadas y el lugar comenzó a conocerse como las “racherías de los leprosos”. En las noches, para evitar ser vistos por los demás, bajaban al cruce del camino real que llevaba de Lobatera a San Pedro del Río con el del Salado (al pasar el puente sobre la quebrada Lobatera, a la derecha, vía hacia el cementerio), en cuyo cruce, al pie del cerro, se hizo una pila de piedras y sobre estas, familiares y personas caritativas dejaban alimentos para los enfermos que bajaban de las rancherías a buscarlos. Los caminantes que pasaban por este lugar, al ver la pila de piedras, pasaban rápidamente y se hacían la señal de la cruz. Acto que dio origen al nombre del cerro. A fines del año 1965, se construyó en la cima del referido cerro una cruz en concreto y con alumbrado eléctrico la cual, además de ser un hito limítrofe entre los municipios Lobatera y Michelena es un recuerdo de aquellos hombres y aquellas mujeres que vivieron en carne propia los horrores de esta enfermedad la cual, para la época, no tenía cura, y padecieron la exclusión de sus familias y de su sociedad que, en su momento, no tuvo otra respuesta a esta situación. (Dato corroborado con las cartas y tradición oral de los familiares de Doña Leocadia Sánchez de Vivas, madre del Dr. Ezequiel Vivas, relatada por su sobrina, la ilustre lobatera Cora Sánchez de Terán, en Datos Históricos de la familia Vivas Terán, Documentación histórica 1837-1993, y publicado por GONZÁLEZ ESCORIHUELA, Ramón, ¡Gómez Único!, Ezequiel Vivas y la consolidación del gomecismo, Ediciones del Vicerrectorado, Universidad de Los Andes, San Cristóbal, 2006, pp. 9-20).
El Padre José Amando Pérez (en 1873), compadenciéndose de estas desdichadas personas, y dado que el sitio de las rancherías de los leprosos se encontraba en su jurisdicción parroquial; de su propio peculio, construyó en las afueras de Michelena una amplia casa de cinco secciones y la donó como hospital de lázaros (como se denominaba en la época a los que padecían la lepara). En él fueron agrupados todos los enfermos de las rancherías así como de otras partes del Estado Táchira. Este hospital se desplomó con el terremoto de 1875 y fue reconstruido y ampliado posteriormente. El 31 de julio de 1888, el general Gregorio Noguera, presidente de la sección Táchira del Gran Estado de Los Andes, abrió una suscripción popular en todo el Táchira para recabar fondos y ampliar el hospital. Previamente, el 31 de julio, había dictado las ordenanzas y reglamentos del “Lazareto de Michelena”. Este hospital fue cerrado y demolido (por razones de salubridad pública) en 1905 y los enfermos fueron trasladados al hospital de lázaros de la Isla de Providencia, Maracaibo, Estado Zulia (fundado en 1831). La mayoría de los lobaterenses internados allí, nunca más volvieron a ver a sus familias y a su tierra.

## Turismo
Lobatera es tierra generosa vigilada por cerros y montañas que apuntan hacia los cielos en perenne índice de grandeza. Es tierra de genuina naturaleza dentro de la cual crecen la flor, el fruto y las almas sobre "la falda del Ande reclinada"- como diría el poeta- y la cual extiende, en silenciosa forja, el pendón de su destino. Lobatera es también un municipio tachirense de fuerte raigambre histórica que se perpetúa como importante región de atracción turística. Cuando el visitante traspasa los umbrales municipales, ya sea por el paso de Palo Grande, la bajada de Michelena, la ruta de la Casa del Padre o por El Tablón, se encuentra frente a una tierra que bien le puede decir "casi diez siglos de historia te contemplan…". En ella, la geografía y el pasado se fusionan. Ese pasado está representado por las imágenes que vendrán al visitante al contemplar la Piedra del Indio, herencia de los primitivos habitantes, los aborígenes; con los fundadores del poblado, los españoles; con los criollos que lo trabajaron y lo hicieron próspero; con la gesta emancipadora y libertadora, con los héroes de los siglos XIX y XX, y con el afecto de los actuales habitantes por su terruño. Todo ello ha soportado el paso del tiempo y de la historia y da sentido y mayor identidad al gentilicio tachirense y venezolano ante los amigos que nos visitan.
Para recorrer la geografía del Municipio Lobatera y repasar su ingente historia, se cuentan con diversas vías carreteras que llevan al visitante por encantadores sitios turísticos dispersos por sus pueblos, caseríos y las aldeas donde, su inigualable geografía, invita al esparcimiento y al descanso reparador del cuerpo y del espíritu.
Las rutas, las cuales se desarrollaron sobre los antiguos e históricos caminos reales y que posteriormente se convirtieron en amplias carreteras, tienen un color propio. El que envuelve a cada sendero o camino de Lobatera:

### 1.-Ruta BlancaoRuta del Camino Real de los Pueblos
a través de la Carretera Nacional n.º 1 o Troncal n.º 1 (Panamericana) que entra al Municipio por el sitio de Palo Grande y se bifurca hacia la población de Borotá, típico pueblo andino, y hacia la capital del Municipio la población de Lobatera la cual conserva los aires señoriales de antiguas épocas. En el trayecto entre Palo Grande y Lobatera encontraremos la pujante aldea La Llanada donde se puede degustar las especialidades gastronómicas propias de la región en lo que se ha denominado "Corredor gastronómico del Táchira". El paisaje que se ofrece al visitante en el trayecto, es el de gran parte de toda la zona occidental del Municipio especialmente el área de las Minas de Carbón. En Lobatera podrán disfrutar de espacios de espaciamiento en sus dos posadas turísticas; la calidez del Parque Bolívar así como de la majestuosidad arquitectónica de la Iglesia Parroquial de Nuestra Señora del Rosario de Chiquinquirá con sus artísticas imágenes religiosas, verdaderas obras del arte europeo de principios del siglo XX. Los domingos en la noche podrán deleitarse con la tradicional retreta dominical de la mejor banda municipal del Estado Táchira, la Banda "Sucre". En Borotá, la tranquilidad del pueblo lo hace un lugar especial, pudiendo recorrer su plaza Bolívar y admirar la estatua pedestre del siglo XIX que estuvo en el Pabellón de Venezuela en la Feria Mundial de Chicago de 1893; la iglesia de Santa Rosalía de Palermo con su construcción hispano-colonial y su típica torre de techo rojo, el parque natural Tío Conejo y el Parque de los Aviadores Venezolanos.

### 2.-Ruta VerdeoRuta del Camino Real de la Caña y el Páramo
se inicia en las proximidades de Lobatera y recorre la ruta del antiguo camino real que de Lobatera llevaba a La Grita. Las vueltas de la carretera nos van subiendo entre cimientos de piedra y cañaverales por el Llano de los Apóstoles, Llano Basto, El Molino, La Molina, Volador y Potrero de las Casas hasta finalizar en el hito del monumento al Padre Francisco José de la Estrella (antiguamente era una laguna y junto a esta se encontraba la casa del Padre Estrella quien fue párroco de Lobatera en 1821) y único hito del Estado en el cual convergen cuatro municipios (Lobatera, Michelena, Vargas y Andrés Bello). Varias posadas y centro turísticos se encuentran en esta ruta. En las aldeas de La Molina y El Molino, el visitante podrá apreciar el trabajo del hombre de nuestra tierra en las faenas de la zafra y proceso de elaboración de la panela (conocido como papelón en otras regiones del país) en los típicos trapiches de la región. Quienes busquen la paz y el recogimiento espiritual en las montañas lobaterenses, podrán hacerlo, siguiendo esta ruta, en la Casa-monasterio de Encuentro y Oración "San Juan de la Cruz" de los frailes carmelitanos teresianos. Se encuentra en el caserío Tampacón de la aldea Potrero de las Casas y está destinada para la promoción de la espiritualidad Teresiano San Juanista, acompañamiento espiritual y apostólico a laicos, religiosos(as), sacerdotes, comunidades campesinas, grupos de apostolado, pedagogía de la oración, jornadas de espiritualidad, convivencias, y encuentros vocacionales juveniles. La misa con el pueblo y la comunidad de frailes, se da todos los domingos a las 3:00 de la tarde, en un clima de montaña y con paisajes realmente hermosos.

### 3.-Ruta MarrónoRuta del Camino Real de las Minas y la Arcilla
se corresponde con la antigua Carretera Central del Táchira abierta en la época del General Juan Vicente Gómez e inaugurada el 19 de abril de 1914. Recorre el antiguo camino real que de Lobatera pasaba por Borotá seguía a Palo Grande, Boca de Monte y La Oscura y se dividía hacia la aldea La Montaña para llegar a Capacho y hacia La Cortada para buscar la ruta de San Antonio del Táchira y los valles de Cúcuta. Comienza en Palo Grande y pasa por las aldeas y caseríos de Boca de Monte, La Oscura, Cazadero, Las Minas de Carbón de Lobatera, Arenales, Los Pozos Azules y finaliza en el sitio de La Cortada, donde se une con la ruta turística del Camino Real de la Frontera. En su recorrido se pueden apreciar impresionantes paisajes de una belleza singular que retrotraen al visitante a las épocas de formación de la tierra; el trabajo de nuestra gente en la extracción y procesamiento del carbón en las minas de galería y a cielo abierto; el trabajo artesanal en la elaboración de la antigua teja criolla o colonial y de adobes y ladrillos. En la aldea Las Minas se puede tomar el desvío que nos lleva hacia la aldea La Montaña en la cual podrá disfrutar de un paisaje espectacular de todo el valle de Lobatera. En el caserío El Rodeo, de la aldea La Montaña, encontrará lugares naturales propicios para el descanso. En el sitio de Cazadero se puede hacer un alto en el camino y descansar en "el bosque de los árboles silbantes", bosque de pinos que por la fuerza del viento genera un zumbido constante. Por esta ruta y desde Las Minas y Arenales se puede apreciar la amplitud de toda el área oriental del histórico valle de Lobatera y de sus pueblos.

### 4.-Ruta NaranjaoRuta del Camino Real de Mochileros
Esta empinada y zigzagueante carretera sigue el mismo trazado del antiguo camino real que llevaba de Lobatera a la Villa de San Cristóbal. Se inicia en la capilla del Humilladero en Lobatera y sigue por el pequeño y acogedor valle de la aldea Zaragoza, pasando por la Piedra del Indio, petroglifo y monumento arqueológico municipal en el cual el visitante podrá conocer la obra de nuestro pasado aborigen. De aquí sigue a buscar la entrada de la carretera de La Cuchilla y Llano Grande, poco antes de donde queda la antigua empresa minera Fosforita en el puente sobre la quebrada La Molina. Se sigue ascendiendo hasta las ruinas de la posada de Mochileros donde se enlaza con la carretera que de Casa del Padre lleva hasta Palmira. En el recorrido se podrá observar un paisaje agrícola por excelencia caracterizado por el constante verdor de sus montañas. Desde esta ruta, se puede observar toda la región noroccidental del Municipio Lobatera.

### 5.-Ruta AzuloRuta del Camino Real de la Frontera
se inicia en la población de Lobatera y recorre el antiguo camino real que de esta población llevaba a los Llanos de San Juan de Lobatera (hoy San Juan de Colón), Cúcuta y San Faustino de los Ríos. La carretera pasa por el Campo Santo, en cuyo lugar en la época española hubo un torreón con cañones que defendía el camino de las incursiones de los bravos motilones, sigue la ruta a tomar la autopista San Cristóbal-La Fría a lo largo de la cual podrá apreciar los plegamientos del terreno, señales de la furia de la tierra en sus momentos de formación y ver como se levantaron placas de terreno que en sus orígenes eran horizontales y quedaron prácticamente verticales (en la aldea La Cabrera). Al llegar a las inmediaciones de la población de San Pedro del Río, se continúa por la carretera de El Vallado-Ureña, a subir a las aldeas de La Victoria, Los Trapiches, El Oso y La Trampa contando con unos paisajes propios de la Depresión del Táchira. Se puede apreciar por igual la elaboración artesanal del tradicional "chimó". En esta ruta pueden tomar un desvío, al pasar el puente sobre el río Lobaterita en las proximidades de Lobatera, y dirigirse hacia la aldea La Parada donde disfrutarán de agrestes y solitarios paisajes así como el agradable frescor de la quebrada La Parada en sus saltos de Pozo Bravo. Escenarios especiales y únicos para la práctica del escalar de montañas y saltos con cuerda.
(Fuente: SÁNCHEZ, Samir, Lobatera Milenaria, Universidad de las Islas Baleares, 2005).

### Sitio arqueológico de la Piedra del Indio
Área que se encuentra en la aldea Zaragoza, en la entrada sur de la población de Lobatera (carretera Panamericana). Conformada por varias piedras con grabados rupestres realizados por los indios Lobatera hacia el año 1000 de nuestra era. Actualmente el petroglifo la Piedra del Indio es el de mayor tamaño, seguido por el petroglifo la Piedra del Coconito. Estos Bienes de Interés Cultural fueron decretados Patrimonio Cultural del Municipio Lobatera, por decreto de la alcaldesa Abog. Natalia Chacón Padrón (Gaceta Municipal, N.º 141 de fecha 3 de marzo de 2006). Asimismo, fueron declarados como Bien de Interés Cultural de la Nación al ser incorporados al Catálogo del Patrimonio Cultural Venezolano 2004-2010, en concordancia con lo dispuesto en la Declaratoria N.º 003-2005, del Ministerio de la Cultura, Consejo Nacional de la Cultura, Instituto del Patrimonio Cultural, de fecha 20 de febrero de 2005, publicada en la Gaceta Oficial de la República, N.º 38.234, de fecha 22 de febrero de 2005

### Sitios históricos
Parque Bolívar (Tipo: parque; período: 1956; situación: centro de Lobatera; interés, de interés turístico)
Antigua Plaza Mayor de Lobatera, denominada así desde los orígenes fundacionales de Lobatera en 1593 hasta el 17 de diciembre de 1930 cuando la Municipalidad le cambia el nombre por Plaza Bolívar y el 7 de diciembre de 1956 cuando se inaugura el moderno parque, pasa a llamarse “Parque Bolívar”. En este lugar se dio el acto fundacional de Lobatera en 1593; fue el lugar de celebración de las corridas de toros de las ferias y fiestas de Lobatera, desde 1774 hasta 1955; el alzamiento comunero del día del Corpus Christi del 14 de junio de 1781 contra los fuertes impuestos de la Corona Española; la proclamación de la Independencia de Venezuela en 1811 y los festejos por la elevación de Lobatera a Partido Capitular (municipio) en septiembre de 1811 por parte de la Junta Patriótica de la provincia de Mérida; recibió las visitas de El Libertador Simón Bolívar y su ejército en la Campaña Admirable, el 17 de abril de 1813 y en la Campaña de Occidente, el 23 de mayo de 1820; se dieron los festejos por la nueva y definitiva elevación de Lobatera a Cantón (municipio) el 20 de abril de 1835, condición que había perdido el 5 de junio de 1812 cuando el ejército español al mando del Coronel Ramón Correa entró en Lobatera y la declaró nuevamente parroquia sujeta a la jurisdicción de la Villa de San Cristóbal; se dieron los festejos por la creación de la provincia del Táchira (actual Estado Táchira) y de la cual Lobatera fue uno de los cuatro cantones fundadores de la provincia; sirvió de refugio a los pobladores que debieron abandonar sus casas como consecuencia del terremoto del 26 de febrero de 1849; de esta plaza salieron, dirigidos por el cura párroco de Lobatera el Padre José Amando Pérez, las familias lobaterenses que abandonaron la antigua población, en ruinas por el terremoto, y quienes se dirigieron al sitio de La Sabana y fundaron la población de Michelena el 4 de marzo de 1849; el 5 de abril de 1956 se colocó en esta plaza la estatua pedestre de El Libertador Simón Bolívar, donada por el Concejo Municipal del Distrito Federal (Caracas) y que fuera realizada por órdenes del Presidente Joaquín Crespo para que presidiera el edificio de Venezuela en la Exposición Universal de Chicago de 1893, lo que la hace la estatua de El Libertador más antigua del Táchira. El 24 de julio de 2009, la alcaldesa de Lobatera, Abog. Natalia Chacón, firmó el Decreto N.º 4 por medio del cual se declara Patrimonio y Bien Cultural del Municipio Lobatera a la estatua de El Libertador que se encuentra en la plaza Bolívar de la población de Lobatera, Estado Táchira. Asimismo, fue declarada como Bien de Interés Cultural de la Nación al ser incorporada al Catálogo del Patrimonio Cultural Venezolano 2004-2010, en concordancia con lo dispuesto en la Declaratoria N.º 003-2005, del Ministerio de la Cultura, Consejo Nacional de la Cultura, Instituto del Patrimonio Cultural, de fecha 20 de febrero de 2005, publicada en la Gaceta Oficial de la República, N.º 38.234, de fecha 22 de febrero de 2005.
Iglesia de Nuestra Señora del Rosario de Chiquinquirá de Lobatera y Casa Cural (Tipo: Iglesia y casona; período: 1967 y 1974; situación: centro de Lobatera; interés, de interés turístico)
Se levanta en el mismo sitio que establecieron las familias fundadoras del pueblo para el oratorio y posterior capilla en 1593. El templo colonial fue destruido por el terremoto de 1849 y el reconstruido por el terremoto de 1875. El Padre Gabriel Gómez inició la reconstrucción, manteniendo el antiguo estilo colonial y fue finalizado por el Padre Pedro María Morales en 1908 quien lo dotó de un frontis greco-romano y unas imponentes torres que se conservan en la actualidad. El reloj público de la torre sur fue traído de los EE. UU. e instalado el 17 de noviembre de 1913, el mismo fue donado por el Dr. Ezequiel Vivas Sánchez, lobaterense Secretario de la Presidencia de la República durante uno de los mandatos del General Juan Vicente Gómez. En 1950, Mons. Manuel García Guerrero promovió la demolición del ya deteriorado templo, conservándose sólo el frontis y las torres y, siguiendo los planos del padre redentorista Leonardo González y bajo la dirección del maestro Ricardo Ruiz, construyó el actual templó con su majestuosa cúpula de 30 metros de altura, todo en un estilo que por reproducir el románico, recibe el nombre de neorrománico. Ha sido el lugar de veneración de la imagen de Nuestra Señora del Rosario de Chiquinquirá desde 1642. La Casa Cural, adquirida por el Padre Pedro María Morales en 1905, es de estilo neocolonial y se reedificó en 1974 respetando el diseño de la antigua casona colonial, a su vez esta casa se construyó sobre el espacio que ocupara el primer cementerio de Lobatera que funcionó en este lugar desde 1774 hasta 1784 cuando orden del Rey de España, Carlos III, se manda que los cementerios se construyan fuera de las poblaciones. Asimismo, fue declarada como Bien de Interés Cultural de la Nación al ser incorporada al Catálogo del Patrimonio Cultural Venezolano 2004-2010, en concordancia con lo dispuesto en la Declaratoria N.º 003-2005, del Ministerio de la Cultura, Consejo Nacional de la Cultura, Instituto del Patrimonio Cultural, de fecha 20 de febrero de 2005, publicada en la Gaceta Oficial de la República, N.º 38.234, de fecha 22 de febrero de 2005. Un estudio artístico y arquitectónico de esta Iglesia, se puede consultar en SÁNCHEZ, Samir, Muros de Piedra y Fe, Revista Táchira Siglo XXI, N.º 11, Universidad Católica del Táchira, San Cristóbal, 2000.
Capilla del Humilladero(Tipo: Capilla; período: 1965; situación: carrera Bolívar, entrada sur de Lobatera; interés, de interés turístico)
Capilla ubicada al sur del pueblo que originalmente sirvió como capilla del segundo cementerio de Lobatera creado en 1784 en cumplimiento de la orden del Rey de España, Carlos III, quien mandó que los cementerios se construyan fuera de las poblaciones. El primer libro de entierro que se conserva del mismo data de 1805 y funcionó como cementerio hasta el terremoto del 26 de febrero de 1849 cuando colapsó con los entierros de las víctimas, siendo clausurado e inaugurado el actual cementerio que se ubica en la explanada del Torreón, vía La Parada y San Pedro del Río. En 1875 el Padre Gabriel Gómez la reconstruyó y amplió convirtiéndola en Capilla de Nuestra Señora de Lourdes del Humilladero. La capilla del Humilladero recibió este nombre por encontrarse frente al humilladero o cruz sobre una columna que marcaba el punto de salida y entrada de Lobatera por el antiguo camino real de Mochileros que llevaba a la Villa de San Cristóbal. La cruz en hierro forjado que sustituyó a la antigua cruz de madera de la época colonial, al derribarse la columna de piedra que existió hasta mediados del siglo XIX, fue abandonada por muchos años en la sacristía de la Capilla del Humilladero y en 1969, luego de las remodelaciones, fue colocada sobre la torre del campanario de la capilla. Asimismo, fue declarada como Bien de Interés Cultural de la Nación al ser incorporada al Catálogo del Patrimonio Cultural Venezolano 2004-2010, en concordancia con lo dispuesto en la Declaratoria N.º 003-2005, del Ministerio de la Cultura, Consejo Nacional de la Cultura, Instituto del Patrimonio Cultural, de fecha 20 de febrero de 2005, publicada en la Gaceta Oficial de la República, N.º 38.234, de fecha 22 de febrero de 2005
Casa del Higuerón (Tipo: casa; período: 1910; situación: carrera 5, centro de Lobatera; interés, de interés turístico)
Casona que se encuentra ubicada en la carrera 5, entre calles 5 y 4 (en la actualidad dividida en varias casas pero manteniendo el mismo techo de la vieja casona), sobre la antigua calle del Higuerón, que recibió esta denominación por un grande y frondoso árbol de Higuerón que se encontraba en el solar de esta casa y a cuya sombra descanso El Libertador durante su estadía en Lobatera en 1813 y en 1820, asimismo la casa sirvió de posada a El Libertador.
Cementerio del Torreón (actual Cementerio Municipal)(Tipo: cementerio; período: 1947; situación: afueras de Lobatera; interés, de interés turístico)
Abierto en 1849 como consecuencia del cierre del viejo cementerio del Humilladero, producto del terremoto del 26 de febrero del mismo año. Se levantó sobre una explanada que en la época española sirvió de asiento a la única construcción militar colonial que se conozca en el estado Táchira, un torreón o trinchera antigua que servía para defender al pueblo de las incursiones de los bravos motilones (de allí su nombre: explanada del Torreón). Así se especificaba en un mapa de Lobatera de 1837 donde se dibujaba el torreón con dos cañones de bronce y sus respectivas balas. El cementerio fue remodelado en 1947 construyéndose la actual capilla y ampliado en 1978 y 1994. Asimismo, fue declarado como Bien de Interés Cultural de la Nación al ser incorporado al Catálogo del Patrimonio Cultural Venezolano 2004-2010, en concordancia con lo dispuesto en la Declaratoria N.º 003-2005, del Ministerio de la Cultura, Consejo Nacional de la Cultura, Instituto del Patrimonio Cultural, de fecha 20 de febrero de 2005, publicada en la Gaceta Oficial de la República, N.º 38.234, de fecha 22 de febrero de 2005. Un estudio artístico y arquitectónico de esta cementerio, se puede consultar en SÁNCHEZ, Samir, Mors Memoriae o la Extinción de la memoria, Fondo Editorial Simón Rodríguez, Lotería del Táchira, San Cristóbal, 2011.

## Capital
La referencia más antigua, encontrada hasta el momento, sobre el urbanismo de Lobatera, data del 2 de agosto de 1805 cuando en una escritura testamentaria dada por la vecina María Rosa Morales y realizada ante Don Cristóbal Vivas, Teniente de Justicia Mayor de Lobatera, se hacía refierencia a “una casa de estantillos cubierta de tamo bastante maltratada con sus puertas y ventanas correspondientes situada en el plan de esta Parroquia en solar propia cuyos linderos que le demarcan son por el costado del frente calle por medio con casa y solar de la viuda Isabel Chacón, por el lado de la quebrada con solar y casa de Tomasa Medina, por el costado de atrás con solar y casa de Don Juan Salvador Moncada y por la otra parte la calle real que sale a la plaza de esta Parroquia” (Libro del Registro de Escrituras y Contratos Públicos llevado por el Teniente de Justicia Mayor de la Parroquia de Nuestra Señora del Rosario de Chiquinquirá de Lobatera. Año 1805)
No será sino hasta 1905 cuando las calles sean numeradas y lleven los nombres de próceres o batallas de la Independencia. Antes de este año, dichas calles llevaban los siguientes nombres, los cuales quedaron registrados en una relación que enviara el presidente del Concejo Municipal del Cantón de Lobatera al gobernador de la Provincia del Táchira en 1856.
El documento histórico donde quedaron registrados los nombres de las calles es el siguiente: “República de Venezuela, Lobatera. 18 de agosto de 1856. 27 y 46.- Al Sr. Gobernador de la Provincia. A su comunicación de 13 del presente, enviamos los requerimientos solicitados sobre las poblaciones de la provincia cabeceras de los cantones que conforman la Provincia del Táchira. En lo que nos corresponde, esta Villa de Lobatera y cabecera del Cantón del mismo nombre es de muy antigua erección.
Está situada en un pequeño llano que forma la serranía en su mayor caída y rodeada por dos quebradas que la surten de buena agua. Según los últimos padrones, hay en ella y en sus inmediaciones 928 almas. Tiene dieciséis manzanas trazadas de las cuales se encuentran construidas doce. Lo mismo sus calles que se nombran a continuación de naciente a poniente: Cuesta del Ave María, Calle de las Huertas Secas, Calle del Higuerón, la Calle Real, Calle del Cementerio, Calle de Ánimas y la Calle del Quebradón. 
De sur a septentrión: Calle del Descanso, Calle del Humilladero, Calle de la Serranía, Calle de la Cruz, Calle del camino de la Grita, Calle del camino del Páramo y el Callejón. Sobre la calle de las Huertas Secas he informado a los vecinos que aun tienen sus labranzas allí sobre el trazado por donde debe abrirse la calle y les he ordenado que en el término de ocho días deben limpiar y deshierbar las mismas de toda siembra por ser una obra de ornato y por el bien común.
La manzana central se corresponde con la plaza mayor en la cual se celebra el mercado todos los domingos. Alrededor de la plaza está la Iglesia parroquial, la casa de gobierno y la cárcel pública. El vecindario de la Villa está subordinado a una sola parroquia y su iglesia material que antes del terremoto era de mampostería y cal, bien tratada, especialmente en la techumbre, se vino en su totalidad al suelo y actualmente se está construyendo nuevamente acopiándose las maderas necesarias mientras el culto divino se celebra en una ramada. Cuenta con dos cementerios, el del Humilladero, clausurado en 1849 luego del terremoto y el del plan del Torreón de nueva creación y según las disposiciones de Ley. En sus alrededores los vecinos cultivan frutos menores, caña y cacao hacia lel partido de La Parada. Cuenta esta Villa cabeza de Cantón con tres parroquias civiles sufragáneas la de San Juan, la de Constitución y la de Michelena. En lo espiritual el Venerable Cura Párroco de Lobatera atiende al vecindario de Constitución y el de Michelena al de San Juan. Es todo para su inteligencia. Dios guarde a V. Francisco Colmenares” (Archivo General del Estado Táchira, 1856).
Otra crónica de la época (mayo de 1812), le daba el nombre de Calle del Cuartel a la calle que posteriormente se denominó "Calle del Camino del Páramo", por haberse ubicado en esta calle el Cuartel de Voluntarios Lobaterenses organizado en 1812 para la defensa de la Primera República venezolana. Se reunieron 42 hombres con sus armas y estaban preparados para defender el pueblo de un posible ataque del ejército realista proveniente desde Maracaibo del cual se tenían noticias por espías que arribaría por el puerto de Guamas sobre el río Grita o por el río Escalante (Consúltese al respecto: "Los Infidentes del Táchira: constribución a la Independencia" de Mario Briceño Perozo, 1961, BATT, pp. 40-45.

## Personas destacadas
Los personajes ilustres del Municipio Lobatera, son:
Don Pedro de Torres Vera (siglo XVI, Ventosa de la Cuesta, Valladolid, España - 1610 Lobatera). Fundador de Lobatera, al establecerse allí con su familia. Se casó con Ana Pérez del Basto (fallecida en 1621) y tuvo dos hijos Felipa de Torres y Pedro de Torres. Lobatera y sus tierras pasaron a su hija mayor quien se casó con el capitán Francisco Chacón, Regidor Perpetuo de la ciudad del Espíritu Santo de La Grita y dieron origen a la familia Chacón de Torres.
Don Francisco Chacón de Torres (siglo XVII). Nieto del fundador de Lobatera, Don Pedro de Torres Vera. En 1662 ejerció como primer alcalde de la ciudad de San Faustino de los Río.
Don Tomás Vivas (siglo XVIII-1800). Líder de la insurgencia de los comuneros en Lobatera, con el rango de capitán.
Don Bernardino Escalante (siglo XVIII-1800). Líder de la insurgencia de los comuneros en Lobatera. Salió a extender el movimiento en San Faustino y en Mérida.
Don Joaquín Pérez (siglo XVIII-1800). Teniente de Justicia Mayor de Lobatera, jurisconsulto y destacado dirigente de la insurgencia de los comuneros en Lobatera. Hecho preso por las autoridades realistas, escapó dos veces cuando era conducido a Maracaibo para su enjuiciamiento.
Pbro. Dr. Marcos Gabriel Zambrano Príncipe (siglo XVIII). Sacerdote natural de la ciudad del Espíritu Santo de La Grita y fundador de la Viceparroquia Eclesiástica de Nuestra Señora del Rosario de Chiquinquirá de Lobatera en 1750. Estableció una capellanía para la sustentación de la Viceparroquia y en la actualidad, la misma es un caserío al oriente de Lobatera que lleva el nombre de La Capellanía. Lo que se conserva del primer libro de Matrimonios de la parroquia eclesiástica de Lobatera, lo ubica como capellán de dicha Viceparroquia en 1767 y es quien le entrega, en 1774, al Pbro. Dr. Manuel Antonio de Nava quien es el primer párroco de la recién creada Parroquia Eclesiástica de Nuestra Señora del Rosario de Chiquinquirá de Lobatera.
Pbro. Br. Pedro José Casanova (siglo XVIII-1833), Prócer de la Independencia y fundador de la población de Borotá en 1831 (Parroquia Constitución del Municipio Lobatera).
Don José Trinidad Mora (siglo XIX - 1931), Patriarca de las letras lobaterenses y fundador del periódico "El Campesino" (1897-1916). Por su alta erudición recibió el nombre de "La sapiencia de Lobatera".
Pbro. Dr. José Amando Pérez (1812-1875). Sacerdote fundador de la actual población de Michelena (Municipio Michelena).
Dr. Ezequiel Vivas Sánchez (1864-1917), Secretario General de la Presidencia de la República, en el gobierno del Gral. Juan Vicente Gómez. Hizo construir los primeros puentes de la población y el ramal carretero que la unió a la Carretera Central del Táchira. Dotó a la Iglesia de su reloj público (1913) y de artísticas imágenes traídas de España.
Dr. Abdón Vivas Sánchez (1875-1919), Destacado abogado, político y jurisconsulto. Ocupó cargos de importancia en la Corte Suprema de Justicia durante las presidencias del General Juan Vicente Gómez. En 1911 le envió una carta al General Gómez en la cual le instaba a que el Ejecutivo Nacional comprara la casa natal de El Libertador Simón Bolívar en Caracas, que para la fecha era una tienda comercial. Inmediatamente el presidente ordenó la compra de la casa.
Dr. Asisclo Bustamante Rosales (1837-1901). Abogado, eminente educador, cultor del idioma castellano y primer Rector tachirense de la Universidad de Los Andes en Mérida.
Prof. Juan de Dios Bustamante Rosales (1840-?). Eminente educador, cultor del idioma castellano y autor de obras docentes sobre gramática castellana y geometría.
Doña Cora María Sánchez de Terán (1884-1967). Escritora, educadora, poetisa y promotora de los derechos de la mujer venezolana al voto (1945).
Pbro. Br. Pedro María Morales Gómez (1875-1925). Eminente sacerdote y médico, su obra material, cultural y espiritual permanece en Lobatera. Autor del frontis de la actual iglesia parroquial.
Pbro. Gabriel Gómez Porras(1844-1920). Ilustre sacerdote defensor de la integridad municipal de Lobatera. Autor de la capilla del Humilladero.
Ilustrísimo Monseñor Manuel García Guerrero (1908-1987). Eminente sacerdote, su obra material, cultural y espiritual permanece en Lobatera. Autor de la actual edificación de iglesia parroquial.
Excelentísimo Monseñor Acacio de la Trinidad Chacón Guerra (1884-1978). Primer obispo y arzobispo tachirense de la Arquidiócesis de Mérida (Venezuela). Autor de su actual iglesia catedral.
Generales Maximiano Casanova Bustamante y Julián Casanova Bustamante El primero fue el líder del alzamiento de Lobatera en la Revolución Liberal Rastauradora (23 de mayo de 1899) y junto con su hermano Julián, marcharon hasta Caracas en el batallón "23 de mayo" (junto con otros lobateros como Emigdio Durán, Luis Briceño y Juan Figueroa). Maximiano fue el segundo jefe del batallón y Juilián fue herido en el combate de Nirgua. A la caída del General Cipriano Castro (1908), ambos, regresaron a Lobatera y ocuparon puestos de importancia civiles y militares. El general Julián Casanova Bustamante murió cerca de Lobatera debido a las heridas recibidas al rechazar a un grupo invasor antigubernamental en 1921.
Br. Francisco de Paula Reina (1851-1932). Eminente educador nacido en Lobatera y radicado en San Juan de Colón. Desarrolló en esta población una destacadísima labor educativa con la juventud lo que le valió que uno de los principales centros de educación media de Colón llevara su nombre: Unidad Educativa Francisco de Paula Reina". Asimismo, el Br. Reina era hijo de Don Pedro María Reina, fundador de la actual población de Colón, en 1852.
General Julián Elías Figueroa. Destacado militar lobaterense, participó en el alzamiento de Lobatera del 24 de mayo de 1899 en la Revolución Liberal Restaturadora y marchó hasta Caracas como Secretario-Ayudante en el batallón de comando del ejército que se encontraba al mando personal del General Cirpiano Castro.
Don Marco Elías Figueroa. Historiador lobaterense, padre de Don Marco Figueroa S. (nacido en San Juan de Colón en 1902 y primer cronista de la ciudad de San Cristóbal-Estado Táchira. Falleció en Caracas en 1979). Don Marco Figueroa era hermano del General Julián Elías Figueroa. Se destacó como archivero del Concejo Municipal del antiguo Distrito San Cristóbal (hoy municipio). Dejó importantes trabajos sobre la historia del Táchira.
Monseñor Edmundo Vivas (1887-1972). Sacerdote, educador e historiador lobaterense, fue el primer Director del Centro de Historia del Táchira (hoy Academia de Historia del Táchira) creado en octubre de 1942. Como párroco La Grita, funda el Instituto Jáuregui que más tarde pasó bajo la dirección del gobierno nacional y se transforma en 1952 en el Liceo Militar Jáuregui. Su obra histórica es la primera referencia al momento de reconstruir la historia eclesiástica del Táchira.
Srta. Delfina Sandoval Z. (1901-1992). Educadora y promotora cultural lobaterense. Ejerció la docencia por más de cuarenta años y creó grupos culturales que realizaban obras de teatro (veladas como se les conocía en Lobatera). Asimismo, institucionalizó las celebraciones del Día de Reyes y del Paseo de los Pastores (paseo realizado por los niños del pueblo, quienes acompañados de la Banda Municipal Sucre recorrían las calles de Lobatera cantando villancicos y aguinaldos antes de iniciarse la misa de aguinaldos a las 4 de la mañana). Ejerció cargos en el Concejo Municipal y por sus trámites en la capital de la República, logró la construcción de la nueva sede del liceo "Dr. Francisco Javier García de Hevia" el cual se creaba oficialmente el 1 de enero de 1971 con la resolución N.º 99 del Ministerio de Educación.
Don Marcos Damián Ovalles (siglo XIX-1984). Destacado músico lobaterense. Integró el grupo fundador de la Banda Municipal Sucre en 1906 y fue un activo promotor de su permanencia en el tiempo. Ejerció en diversas oportunidades la dirección de la Banda y en varias ocasiones asumió el costo de sus actividades con el objetivo que no se desintegrara.
Don Enrique Duque (1912-1989). Músico y compositor lobaterense (nacido en la aldea Llano Grande). Formó parte de la Banda Municipal Sucre y luego se residenció en San Cristóbal donde realizó estudios musicales. Su obra destaca por ser maestro de las nuevas generaciones de músicos y por una variada producción de música típica tachirense entre las cuales destacan las composiciones de "Feliz Aniversario" y el bambuco "Rosa Hayde".
General Saúl Guerrero Rosales (1926-1985). General de la Aviación, nació en Volador y realizó sus estudios primarios en Lobatera, continuándolos en Maracay y Caracas. Fue comandante general de la Aviación y ministro de Transporte y Comunicaciones en la época del gobierno del general Marcos Pérez Jiménez. Luego fue embajador de la República de Venezuela en España, entre 1958 y 1960.
Dr. Luis María Morales García (1921-2005). Distinguido médico lobaterense, especialista en Gastroenterología, altruista, humanista y hombre dedicado al bien común de sus coterráneos. Ejerció importantes cargos en la sociedad médica tachirense y donó a la Iglesia de Lobatera, el artístico Santo Sepulcro (en madera y cristales) que sale todas las Semanas Santas por las calles del pueblo. Su familia, después del fallecimiento del Dr. Morales y luego de la tragedia del 17 de agosto de 2006, restauró el Sepulcro que había sido destruido por la locura religiosa de un individuo.
Profa. Herlinda Chacón de Arias (1930-2010). Educadora nacida en Lobatera y radicada en San Juan de Colón. Ejerció la docencia por más de cincuenta años y fue directora por 27 años de la Unidad Educativa Nacional "Debora Medina Vivas" posterior al retiro de su primer director el Prof. Brinolfo Jaimes Torres. Ampliamente reconocida su trayectoria en el ámbito educativo municipal con su designación como epónimo vivo de la Biblioteca Pública de San Juan de Colón, Sede de la Universidad Nacional Experimental del Táchira en el Municipio Ayacucho. Fallece en año 2010.
Don Ciro Romero (f. 1935). Pintor y escultor marabino que se estableció en Lobatera hacia 1916, cuando asistió a unas fiestas de septiembre y decidió quedarse en el pueblo. Su obra artística la realizó en la Iglesia de Lobatera, la Capilla del Humilladero, en el cementerio municipal y en casas de habitanción.
"Profesor José Alejandro Acevedo Cárdenas" (09/01/1929; - ) Hijo de Don Pedro María Acevedo Benítez y Doña Oliva Cárdenas Cárdenas. Nació en Cazadero donde vivió hasta la edad de 11 años cuando es llevado, por decisión propia, al seminario menor en Palmira. Sigue sus estudios y al finalizar es enviado a Caracas de donde obtiene por su destacada intelectualidad el honor de ser enviado a estudiar a Roma. En el Pío Latino estudió Filosofía y Teología, especializándose en Filosofía, es ordenado sacerdote en Roma. Regresa a Venezuela y asume la construcción de la parroquia de Coloncito Estado Táchira así como otras parroquias como auxiliar, El Cobre, El Piñal, San Cristóbal. Algunas desavenencias en el seno sacerdotal lo obligan a mirar un poco más allá de su vida seglar y decide regresar a Roma a estudiar en la Universidad Salesiana Psicología, unos estudios que finaliza en tiempo récord de 3 años con la mención cum laude (29/30), retornando a Venezuela a disposición del obispado del Táchira; pero las desavenencias han crecido y se lo induce a solicitar colgar la sotana. El proceso de solicitud fue expedito, el Papa Juan XXIII es el encargado de aceptar su renuncia y por medio de una dispensa Papal le es permitido retomar su vida secular sin ninguna pena por su retiro de la vida sacerdotal. Se casa con Carmen Consolación Rueda Ramírez el 10 de agosto de 1974 en la antigua Catedral de Barquisimeto Estado Lara. Procrean dos hijos varones, Rubén Alexander Acevedo Rueda (18/05/1975) y Rafael Alexis Acevedo Rueda (16/05/1977). Obtuvo una Maestría en la Universidad de Carabobo en Diseño y Planificación Curricular, realizó una gran cantidad de cursos de profesionalización, actualización así como de liderazgo en el IFEDEC y otras instituciones de renombre Nacional e Internacional. Trabajó, junto a su esposa, en el Básico posterior IUETAEB, actualmente UPTAEB, ejerció como Jefe del Departamento de Orientación, Jefe en diseño Curricular, Subdirector Académico. Actualmente tiene 4 nietos (3 niñas y 1 niño) y está dedicado a leer, aconsejar a sus hijos y nietos y cuidar su orquidiario.
Nota: varios de estos personajes ilustres se encuentran enterrados en la Capilla del Humilladero (capilla del antiguo cementerio de la población que data de fines del siglo XVIII y cerrado luego del terremoto de 1849 cuando se llenó su capacidad con los fallecidos en el terremoto), razón por la cual es considerada además como "Panteón de Lobaterenses Ilustres".

## Política y gobierno

### Alcaldes
| Período     | Alcalde           | Partido político / Alianza | % de votos | Notas |
| ----------- | ----------------- | -------------------------- | ---------- | --- |
| 1989 - 1992 | José Miguel Parra |                            | 54,87      | Primer alcalde bajo elecciones directas |
| 1992 - 1995 | José Miguel Parra |                            | 50,27      | Reelecto |
| 1995 - 2000 | Oswaldo Ramírez   |                            | -          | Segundo alcalde bajo elecciones directas (se realizaron elecciones generales adelantadas en el 2000 debido a la aprobación de la Constitución de 1999) |
| 2000 - 2004 | Oswaldo Ramírez   |                            | 42,65      | Reelecto |
| 2004 - 2008 | Natalia Chacón    |                            | 55,66      | Tercera alcalde bajo elecciones directas |
| 2008 - 2013 | Natalia Chacón    |                            | 66,61      | Reelecta (se postergan 1 año las elecciones municipales pautadas para finales del 2012)                                                                |
| 2013 - 2017 | Natalia Chacón    |                            | 65,04      | Reelecta |
| 2017 - 2021 | Natalia Chacón    |                            | 76,10      | Reelecta |
| 2021 - 2025 | Natalia Chacón    |                            | 58,75      | Reelecta |

### Concejo municipal
Período 1989 - 1992
| Concejales:        | Partido político / Alianza |
| ------------------ | -------------------------- |
| Israel Niño Medina | AD                         |
| Oswaldo Ramírez    | AD                         |
| Carlos Álviarez    | AD                         |
| Pablo Chacón       | COPEI                      |
| Carlos Lozada      | COPEI                      |

Período 1992 - 1995
| Concejales:        | Partido político / Alianza |
| ------------------ | -------------------------- |
| Oswaldo Ramírez    | AD                         |
| Franklin Chacón    | AD                         |
| Israel Niño Medina | AD                         |
| Simón Chacón       | COPEI                      |
| Hernando Ruíz      | COPEI                      |

Período 1995 - 2000
| Concejales:        | Partido político / Alianza |
| ------------------ | -------------------------- |
| Israel Niño Medina | AD                         |
| Rigoberto Moncada  | AD                         |
| José Miguel Parra  | AD                         |
| Ali Medina         | COPEI                      |
| Bernabe Vivas      | M.P.I                      |

Período 2000 - 2005
| Concejales: | Partido político / Alianza |
| ----------- | -------------------------- |
| '           | AD                         |
| '           | AD                         |
| '           | AD                         |
| '           | MVR                        |
| '           | PPT                        |

Período 2005 - 2013
| Concejales:        | Partido político / Alianza |
| ------------------ | -------------------------- |
| Arisnelia Padrón   | MVR                        |
| Godofredo Cardenas | MVR                        |
| Romel Molina       | MVR                        |
| Nelson Sánchez     | MVR                        |
| Daniel Medina      | MVR                        |

Período 2013 - 2018
| Concejales       | Partido político / Alianza |
| ---------------- | -------------------------- |
| Arelis Lucena    | PSUV                       |
| Gonzalo Mora     | PSUV                       |
| Faviani Labrador | PSUV                       |
| Ebyl Labrador    | PSUV                       |
| Marco Medina     | MUD                        |

Período 2018 - 2022
| Concejales     | Partido político / Alianza |
| -------------- | -------------------------- |
| Nelson Sánchez | PSUV                       |
| Eliana Rivas   | PSUV                       |
| José Buitriago | PSUV                       |
| Enny Álviarez  | PSUV                       |
| Renzo Flores   | COPEI                      |

Período 2021 - 2025
| Concejales       | Partido político / Alianza |
| ---------------- | -------------------------- |
| Edgar Zambrano   | PSUV                       |
| Adriana Pernía   | PSUV                       |
| Dayana Quintana  | PSUV                       |
| German Guerrero  | PSUV                       |
| Enny Alviarez    | PSUV                       |
| Cosme Hurtado    | PSUV                       |
| Alberto Guerrero | AD                         |